# Girls Got Rhythm
Singles de AC/DC
Highway to Hell Touch Too Much
Pistes de Highway to Hell
Highway to Hell Walk All Over You
Girls Got Rhythm est la 2e piste de l'album Highway to Hell, sorti en 1979. La chanson avait été réalisée en single la même année. Une version live peut être trouvée sur l'album live Let There Be Rock: The Movie, album faisant partie du coffret Bonfire. La chanson fait aussi partie de la bande son du film DOA : Dead or Alive.
Un EP réalisé en 1979 contenait les chansons suivantes :
1. Girls Got Rhythm
2. If You Want Blood (You've Got It)
3. Hell Ain't A Bad Place To Be (live; extrait de If You Want Blood)
4. Rock 'n' Roll Damnation (live; extrait de If You Want Blood).

Une vidéo du groupe jouant cette chanson est présente dans le DVD Family Jewels.

## Line Up
- Angus Young : Guitare solo
- Malcolm Young : Guitare rythmique
- Bon Scott : Chant
- Cliff Williams : Bassiste
- Phil Rudd : Batterie